# Ballon d'Alsace
De 1247 meter hoge Ballon d’Alsace (Duits: Elzasser Belchen) is een berg in Frankrijk in het zuiden van de Vogezen. Vanaf de top is bij helder weer de Mont Blanc te zien.
De weg, die het Moezeldal in het noorden met het dal van de Savoureuse in het zuiden en de Doller in het oosten verbindt, voert op 1171 meter hoogte langs de top over een pas.

## Ligging
De Ballon d'Alsace ligt in een van de natste gebieden van Frankrijk en staat bekend om de goede luchtkwaliteit. De Ballon ligt in het grensgebied van Bourgogne-Franche-Comté en Grand Est in het Regionaal Natuurpark Vogezen.
Het grondgebied beslaat vier gemeenten, vier departementen en twee regio’s:
- Sewen (Haut-Rhin, Elzas, Grand Est);
- Saint-Maurice-sur-Moselle (Vosges, Grand Est);
- Plancher-les-Mines (Haute-Saône, Bourgogne-Franche-Comté);
- Lepuix (Territoire de Belfort, Bourgogne-Franche-Comté).

## Wielrennen
Op 10 juli 1905 kwam de Tour de France voor het eerst over de Ballon d'Alsace. Dat was toen in de eerste echte bergetappe in de tourgeschiedenis. Vaak wordt verteld dat deze beklimming de allereerste col ooit in de Ronde van Frankrijk was, maar dat klopt niet. Die eer valt toe aan Col du Pin Bouchain, in de eerste etappe van de allereerste tour in 1903. Daarna kwam de Tour de France meer dan eens over de Ballon d'Alsace. 
Op de top van de Ballon d'Alsace kwamen in de Ronde van Frankrijk als eerste door:
- 1905:  René Pottier
- 1906:  René Pottier
- 1907:  Émile Georget
- 1908:  Gustave Garrigou
- 1909:  François Faber
- 1910:  Émile Georget
- 1911:  François Faber
- 1912:  Odile Defraye
- 1913:  Marcel Buysse
- 1914:  Henri Pélissier & Jean Alavoine
- 1930:  Antonin Magne
- 1933:  Vicente Trueba
- 1934:  Félicien Vervaecke
- 1935:  Félicien Vervaecke
- 1936:  Federico Ezquerra
- 1937:  Erich Bautz
- 1952:  Raphaël Géminiani
- 1961:  Joseph Planckaert
- 1967:  Lucien Aimar (finish etappe)
- 1969:  Eddy Merckx (finish etappe)
- 1972:  Bernard Thévenet (finish etappe)
- 1979:  Pierre-Raymond Villemiane (finish etappe)
- 1982:  Bernard Vallet
- 1997:  Didier Rous
- 2005:  Michael Rasmussen
- 2019:  Tim Wellens
- 2023:  Giulio Ciccone

## Ontspanning
De Ballon d'Alsace is startpunt van de wandelroute GR7 en ook de wandelroute GR5 leidt over de top.